# Bini-Barabo
Bini-Barabo var en underprefektur i Elfenbenskusten till 1967, då den delades i Sandégué och Yakassé. Den låg i det dåvarande departementet Est, i den östra delen av landet, 220 km nordost om den nuvarande huvudstaden Yamoussoukro.